# Araks (Armavir)
Pour l’article homonyme, voir Araks (Etchmiadzin).
Araks ou Araqs (en arménien Արաքս) est une communauté rurale du marz d'Armavir, en Arménie. Elle compte 1 820 habitants en 2009.